# N.N. (żona Bolesława II Szczodrego)
N.N. – żona króla Bolesława II Szczodrego; nieznana z imienia i pochodzenia.
Imię Wyszesława podał ruski latopis: "Tego roku wydana Wyszesława, córka Światosława czernihowskiego, za Bolesława polskiego". Jan Długosz nazywał ją Wiaczesławą lub Wiszesławą, choć większość współczesnych historiografów kwestionuje te imiona. Głos krytyki wobec teorii Długosza wyraził m.in. w 1895 roku Oswald Balzer. W 2006 roku Tomasz Jurek zaproponował imię Agnieszka, lecz hipoteza ta nie została zaaprobowana przez innych uczonych.
Według opinii wielu historyków imię, filiacja i pochodzenie żony Bolesława II Szczodrego pozostają nieznane. Za najbardziej prawdopodobne uchodzą poglądy o jej czeskim lub ruskim pochodzeniu. Wyszła za mąż najpóźniej w 1069 roku, gdyż w tym roku urodził się jej syn Mieszko. Prawdopodobnie została koronowana w 1076 roku na królową Polski. W 1079 roku wraz z mężem i synem znalazła się na wygnaniu na Węgrzech. Owdowiała w 1081 lub 1082 roku. Rozpaczała po śmierci swojego syna Mieszka zmarłego (być może otrutego) w 1089 roku, co odnotował Gall Anonim. Jest to jedyna wzmianka o żonie Bolesława II Szczodrego w Kronice polskiej. Według Jana Długosza zmarła krótko po tym wydarzeniu, zdaniem Tomasza Jurka miało to miejsce po roku 1115, a przed 1123.